# Cucine da incubo
Cucine da incubo (Ramsay's Kitchen Nightmares) è un programma televisivo trasmesso dall'emittente TV britannica Channel 4 dal 2004 al 2009 in cui il cuoco Gordon Ramsay cercava di salvare dei ristoranti e dei pub nel Regno Unito sull'orlo del fallimento. Il programma ha avuto un seguito con Cucine da incubo USA (Kitchen Nightmares), ambientato, invece, negli Stati Uniti.
Nel mese di giugno 2014, Ramsay ha annunciato che sarebbe tornato per quattro puntate dopo una pausa di sette anni. Questi quattro episodi hanno portato la versione, che esiste negli Stati Uniti e nel Regno Unito, al termine.
In Italia il programma è stato trasmesso da Real Time con il titolo Cucine da incubo; la stessa rete ha trasmesso anche la versione statunitense del programma. Nella versione italiana del programma, la voce di chef Ramsay appartiene al doppiatore Diego Sabre.
Tale programma ne ha ispirato uno simile sempre condotto da Ramsay, Hotel da incubo.
Un'omonima versione italiana di Cucine da incubo con Antonino Cannavacciuolo è stata trasmessa da Fox Life dal 2013 al 2015 per poi passare su Nove l'anno dopo ed infine su Sky Uno e Now TV dal 2022. E in onda anche su Cielo al canale 26 del DTT.

## Format

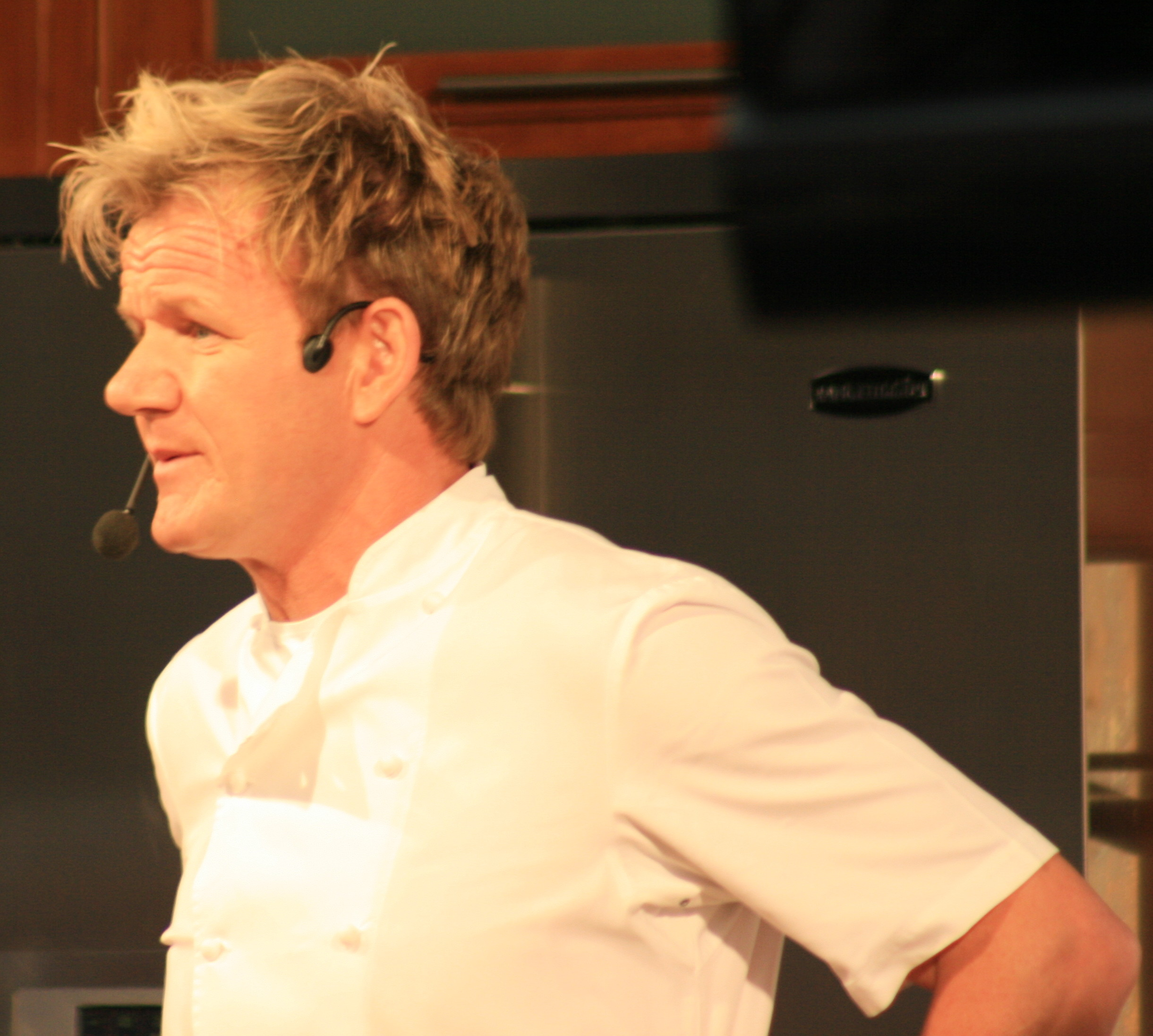
Ramsay nel 2008

Gordon Ramsay, ogni settimana, aiuta a riportare al successo dei locali sull'orlo del fallimento. I problemi tipici che deve affrontare sono: sporcizia in cucina, ingredienti avariati, pietanze disgustose, chef arroganti, staff incompetente e scarsa comunicazione.
Il giorno dell'arrivo, Ramsay conosce lo staff e pranza nel locale per dare una valutazione del cibo servito. Il secondo giorno fa notare le mancanze più gravi ai dipendenti ed ispeziona cucina e dispensa. Il terzo giorno vengono operati i cambiamenti più drastici, come arredamento del locale e pietanze nel menù. Nei giorni seguenti, il ristorante viene riaperto con Gordon che assiste gli chef in cucina e corregge gli eventuali altri errori. Finita la settimana, riaffida il lavoro totalmente nelle mani dei proprietari.
Tempo dopo, Ramsay rivisita gli stessi locali senza preavviso per vedere se gli affari sono migliorati durante la sua assenza. Non sempre il successo dura a lungo: alcune volte lo staff ripete gli errori passati, altre addirittura si trova nuovamente a un passo dalla chiusura. Nella maggior parte dei casi però, lo chef riesce nella sua "missione" risollevando le sorti del locale.

## Puntate

### Stagione 1
| n° | Ristorante            | Località                 | Prima TV (UK)  |
| -- | --------------------- | ------------------------ | -------------- |
| 1  | Bonapartes Restaurant | Silsden, Inghilterra     | 27 aprile 2004 |
| 2  | The Glass House       | Ambleside, Inghilterra   | 4 maggio 2004  |
| 3  | The Walnut Tree Inn   | Llandewi Skirrid, Galles | 11 maggio 2004 |
| 4  | Moore Place           | Esher, Inghilterra       | 18 maggio 2004 |

1. 1 2  Ristorante chiuso
2. ↑  Ristorante venduto

### Stagione 2
| n° | n° (int.) | Ristorante                      | Località                 | Prima TV (UK)  |
| -- | --------- | ------------------------------- | ------------------------ | -------------- |
| 5  | 1         | La Lanterna                     | Letchworth, Inghilterra  | 24 maggio 2005 |
| 6  | 2         | D-Place                         | Chelmsford, Inghilterra  | 31 maggio 2005 |
| 7  | 3         | Momma Cherri's Soul Food Shack  | Brighton, Inghilterra    | 7 giugno 2005  |
| 8  | 4         | La Riviera                      | Inverness, Scozia        | 14 giugno 2005 |
| 9  | 5         | The Glass House (Ritorno)       | Ambleside, Inghilterra   | 21 maggio 2005 |
| 10 | 6         | The Walnut Tree Inn (Ritorno)   | Llandewi Skirrid, Galles | 28 maggio 2005 |
| 11 | 7         | Moore Place (Ritorno)           | Esher, Inghilterra       | 5 luglio 2005  |
| 12 | 8         | Bonapartes Restaurant (Ritorno) | Silsden, Inghilterra     | 12 luglio 2005 |

1. 1 2  Ristorante chiuso
2. ↑  Rinominato Saracen's Cafe Bar durante la produzione dello show, successivamente chiuso
3. ↑  Rinominato Abstract durante la produzione.

### Stagione 3
| n° | n° (int.) | Ristorante         | Località               | Prima TV (UK)    |
| -- | --------- | ------------------ | ---------------------- | ---------------- |
| 13 | 1         | Oscar's            | Nantwich, Inghilterra  | 21 febbraio 2006 |
| 14 | 2         | The Sandgate Hotel | Sandgate, Inghilterra  | 28 febbraio 2006 |
| 15 | 3         | Clubway 41         | Blackpool, Inghilterra | 7 marzo 2006     |
| 16 | 4         | La Gondola         | Derby, Inghilterra     | 14 marzo 2006    |

1. 1 2  Ristorante chiuso
2. ↑  Ristorante venduto
3. ↑  Rinominato Jacksons durante la produzione, successivamente chiuso

### Stagione 4
| n° | n° (int.) | Ristorante                               | Località                 | Prima TV (UK)    |
| -- | --------- | ---------------------------------------- | ------------------------ | ---------------- |
| 17 | 1         | La Parra de Burriana                     | Nerja, Spagna            | 14 novembre 2006 |
| 18 | 2         | The Fenwick Arms                         | Claughton, Inghilterra   | 21 novembre 2006 |
| 19 | 3         | Rococo                                   | King's Lynn, Inghilterra | 28 novembre 2006 |
| 20 | 4         | Morgans                                  | Liverpool, Inghilterra   | 5 dicembre 2006  |
| 21 | 5         | La Riviera (Ritorno)                     | Inverness, Scozia        | 12 dicembre 2006 |
| 22 | 6         | Momma Cherri's Soul Food Shack (Ritorno) | Brighton, Inghilterra    | 19 dicembre 2006 |

1. 1 2  Ristorante venduto
2. ↑  Rinominato Maggie's durante la produzione, successivamente chiuso
3. ↑  Ristorante chiuso

### Stagione 5
| n° | n° (int.) | Ristorante                     | Località                    | Prima TV (UK)    |
| -- | --------- | ------------------------------ | --------------------------- | ---------------- |
| 23 | 1         | Ruby Tate's                    | Brighton, Inghilterra       | 30 ottobre 2007  |
| 24 | 2         | Piccolo Teatro                 | Parigi, Francia             | 6 novembre 2007  |
| 25 | 3         | The Fenwick Arms (Ritorno)     | Claughton, Inghilterra      | 13 novembre 2007 |
| 26 | 4         | La Parra de Burriana (Ritorno) | Nerja, Spagna               | 20 novembre 2007 |
| 27 | 5         | The Priory                     | Haywards Heath, Inghilterra | 27 novembre 2007 |
| 28 | 6         | The Fish and Anchor            | Lampeter, Galles            | 4 dicembre 2007  |
| 29 | 7         | Curry Lounge                   | Nottingham, Inghilterra     | 11 dicembre 2007 |
| 30 | 8         | The Granary                    | Titchfield, Inghilterra     | 18 dicembre 2007 |

1. ↑  Rinominato Love's Fish Restaurant durante la produzione, successivamente chiuso
2. 1 2 3 4  Ristorante chiuso

### Speciale:Great British Nightmare
Una serie speciale di puntate intitolate Ramsay's Great British Nightmare fu trasmessa da Channel 4 il 30 gennaio 2009 come parte della "Great British Food Fight", un periodo di due settimane dedicato ai programmi televisivi incentrati sul cibo.
| n° | n° (int.) | Ristorante          | Località               | Prima TV (UK)   |
| -- | --------- | ------------------- | ---------------------- | --------------- |
| 31 | 1         | The Dovecote Bistro | Devon, Inghilterra     | 30 gennaio 2009 |
| 32 | 2         | The Runaway Girl    | Sheffield, Inghilterra | 30 gennaio 2009 |

1. ↑  Rinominato Martins' Bistro, successivamente chiuso.
2. ↑  Rinominato Silversmiths

### Speciale:Costa del Nightmares
Una serie speciale di puntate intitolate Ramsay's Costa del Nightmares è stata trasmessa da Channel 4 dal 23 settembre 2014 al 14 ottobre 2014. In Italia lo special è stato trasmesso in seconda serata da Real Time a partire dal 4 settembre 2015.
| n° | n° (int.) | Ristorante          | Località            | Prima TV (UK)     | Prima TV (Italia) |
| -- | --------- | ------------------- | ------------------- | ----------------- | ----------------- |
| 33 | 1         | Mayfair Restaurante | Fuengirola, Spagna  | 23 settembre 2014 | 4 settembre 2015  |
| 34 | 2         | Le Deck             | Capbreton, Francia  | 30 settembre 2014 | 11 settembre 2015 |
| 35 | 3         | La Granada Divino   | Gaucín, Spagna      | 7 ottobre 2014    | 18 settembre 2015 |
| 36 | 4         | Quelcuttis          | Els Poblets, Spagna | 14 ottobre 2014   | 25 settembre 2015 |

## Polemiche
Nel giugno 2006, Ramsay ha vinto una causa presso l'Alta Corte di Giustizia che aveva intentato al quotidiano Evening Standard, reo di aver affermato che le cattive condizioni del locale visitato nella prima puntata del programma erano state deliberatamente peggiorate ed esagerate per meglio far risaltare l'intervento dello chef. Le testimonianze favorevoli a Ramsay sono giunte dalla precedente proprietaria del Bonapartes, Sue Ray. All'epoca dei fatti Ramsay dichiarò: «Non permetterò che chiunque possa scrivere qualsiasi cosa sul mio conto. Non abbiamo mai fatto nulla in mala fede, o per truffare qualcuno».